# آتول ها ألف
آتول ها ألف أو تِلَدُمّتي الشمال (ހއ. އަތޮޅު \ ތިލަދުންމަތީ އުތުރުބުރި بالمحلية) قسم إداري ملديفي، يوجد في أقصى شمال البلاد.